# Liste der Kulturdenkmale in Braak
In der Liste der Kulturdenkmale in Braak sind alle Kulturdenkmale der schleswig-holsteinischen Gemeinde Braak im Kreis Stormarn in Deutschland aufgelistet (Stand: 10. März 2025).

## Legende
In den Spalten befinden sich folgende Informationen:
- Objekt-ID: die Nummer des Kulturdenkmales
- Lage: die Adresse des Kulturdenkmales und die geographischen Koordinaten. Kartenansicht, um Koordinaten zu setzen. In der Kartenansicht sind Kulturdenkmale ohne Koordinaten mit einem roten Marker dargestellt und können in der Karte gesetzt werden. Kulturdenkmale ohne Bild sind mit einem blauen Marker gekennzeichnet, Kulturdenkmale mit Bild mit einem grünen Marker.
- Offizielle Bezeichnung: Bezeichnung des Kulturdenkmales
- Beschreibung: die Beschreibung des Kulturdenkmales
- Bild: ein Bild des Kulturdenkmales

## Bauliche Anlagen
| Objekt-ID     | Lage                                                | Offizielle Bezeichnung       | Beschreibung | Bild                             |
| ------------- | --------------------------------------------------- | ---------------------------- | --- | -------------------------------- |
| 7734 Wikidata | Alte Landstraße K 39 (53° 37′ 11″ N, 10° 14′ 50″ O) | Pflasterstraße mit Sommerweg | Ehemaliger Frachtweg Hamburg / Lübeck (vor 1843); Alteintragung (Aktualisierung vorgesehen) - Begründung: geschichtlich, Kulturlandschaft prägend - Schutzumfang: gesamtes Objekt - Denkmaltyp: Bauliche Anlage                                      | Fotos hochladen                  |
| 604 Wikidata  | Braaker Mühle (53° 36′ 4″ N, 10° 14′ 42″ O)         | Braaker Mühle                | 1849 errichteter Galerie-Holländer mit Jalousieklappenflügeln und Windrose; Alteintragung (Aktualisierung vorgesehen) - Begründung: geschichtlich, technisch, Kulturlandschaft prägend - Schutzumfang: gesamtes Objekt - Denkmaltyp: Bauliche Anlage | weitere Fotos \| Fotos hochladen |